# Jean Florisson
Jean Florisson, né le 30 mars 1901 à Mont-de-Marsan et mort le 20 mai 1996 à Bretagne-de-Marsan, est un homme politique français.

## Détail des fonctions et des mandats
Mandat parlementaire
- 15 mars 1953 - 8 juin 1958 : sénateur de l'Océanie